# Neustadt (Hessen)

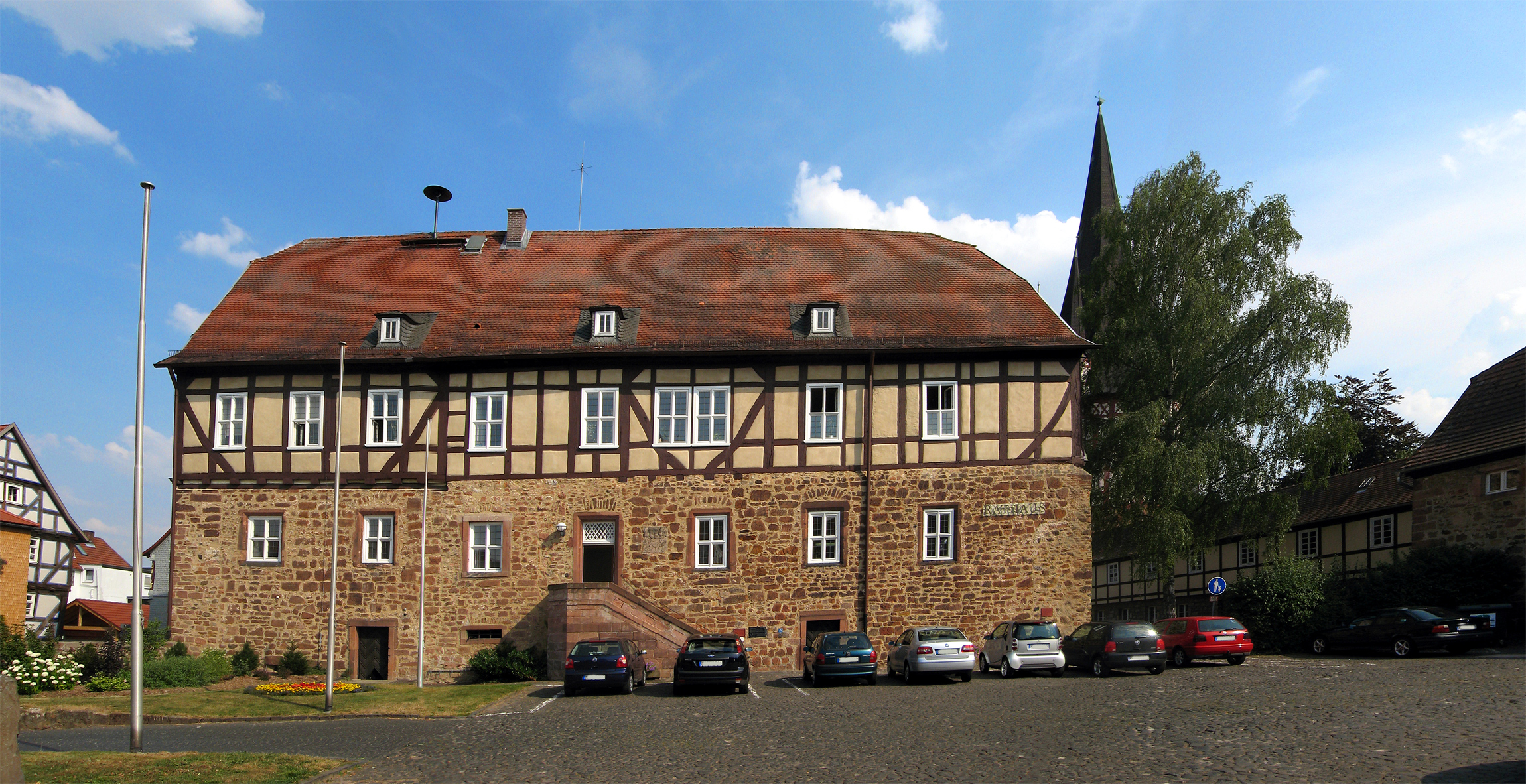
Ratusz w Neustadt (Hessen)

Neustadt (Hessen) − miasto w Niemczech, w kraju związkowym Hesja, w rejencji Gießen, w powiecie Marburg-Biedenkopf. 30 czerwca 2012 miasto liczyło 8 703 mieszkańców.